# Franz Menze
Franz Menze (* 6. August 1894 in Stockelsdorf, Kreis Lübeck; † 18. März 1973 in Nienburg (Weser)) war ein deutscher Politiker (SPD) und Mitglied des Niedersächsischen Landtages.
Franz Menze besuchte die Volksschule in Holtdorf bis zum Jahr 1908, danach arbeitete er in Nienburg (Weser) in diversen Fabriken. Er trat 1920 der SPD bei. Im Jahr 1924 wurde er in den Rat der Gemeinde Holtdorf gewählt und im Jahr 1928 Mitglied des Kreistages im Landkreis Nienburg. Ab 1945 übernahm er die Verwaltung der Holtdorfer Gemeindekasse. Seit 1953 war er Vorsitzender des SPD-Unterbezirkes Nienburg, im gleichen Jahr übernahm er auch den Aufsichtsratsvorsitz der Konsumgenossenschaft Nienburg und Umgebung. 1954 wurde er vom Rat der Gemeinde Holtdorf einstimmig zum Gemeindedirektor gewählt. 
Vom 6. Mai 1959 bis 5. Juni 1967 war er Mitglied des Niedersächsischen Landtages (4. und 5. Wahlperiode). 